# Rhodospatha brachypoda
Rhodospatha brachypoda G.S.Bunting – gatunek wieloletnich, wiecznie zielonych pnączy z rodziny obrazkowatych, pochodzących z tropikalnych regionów Ameryki Południowej, zasiedlających wilgotne lasy równikowe.